# Selwerd (Westerkwartier)
De wierde Selwerd is een ongeveer 1,5 meter hoge wierde van 175 bij 110 meter in de gemeente Westerkwartier in de Nederlandse provincie Groningen. De wierde ligt ongeveer een kilometer ten zuiden van het dorp Oldehove en is alleen bereikbaar via de gelijknamige doodlopende weg. Op de wierde staan twee boerderijen. Aan de noordvoet van de wierde staat nog een boerderij.
Selwerd ontleent zijn naam aan het klooster Selwerd, dat tot circa 1584 ten noorden van de Groningen lag. Een van de bezittingen van dit klooster was de genoemde wierde. Een deel is ook in gebruik als bouwland. In het noordelijk deel van de wierde stroomt de Selwerdertocht (ten noorden waarvan de derde boerderij ligt) en ten zuiden van de wierde de Boventilstertocht, die beide aan noordoostzijde bij de boerderij Boventil uitmonden in het in 1826 gegraven Oldehoofsch kanaal. Voordie mondde de tocht uit in het Reitdiep bij Saaksum.
Bij het graven van een put werden in 1961 resten van vroegmiddeleeuws aardewerk gevonden. Bij archeologisch onderzoek in 1971 werd duidelijk dat Selwerd uit ten minste twee huiswierden bestaat. Er werden Romeinse scherven, wat huttenleem en enkele middeleeuwse botfragmenten aangetroffen. Mogelijk dateert de wierde daarom uit het begin van de jaartelling, maar misschien is ze nog ouder.
Vroeger stond er ook de boerderijen Abelmaheerd (genoemd tussen 1665 en 1784) en Zuider Poppemaheerd, die volgens een 20e-eeuwse eigenaar van Noorder Poppemaheerd stenen van het afgebroken klooster Selwerd zouden hebben bevat. In de 19e eeuw stonden er drie boerderijen, waarvan de westelijke twee later een boerderij zijn gaan vormen. Vroeger lag de wierde aan een doorgaande weg. Later werd de westelijke toegangsweg omgevormd tot oprit. In 2010 werd een betonnen voetpad aangelegd, zodat de Oldehoofsters nu weer een 'rondje Selwerd' kunnen maken.

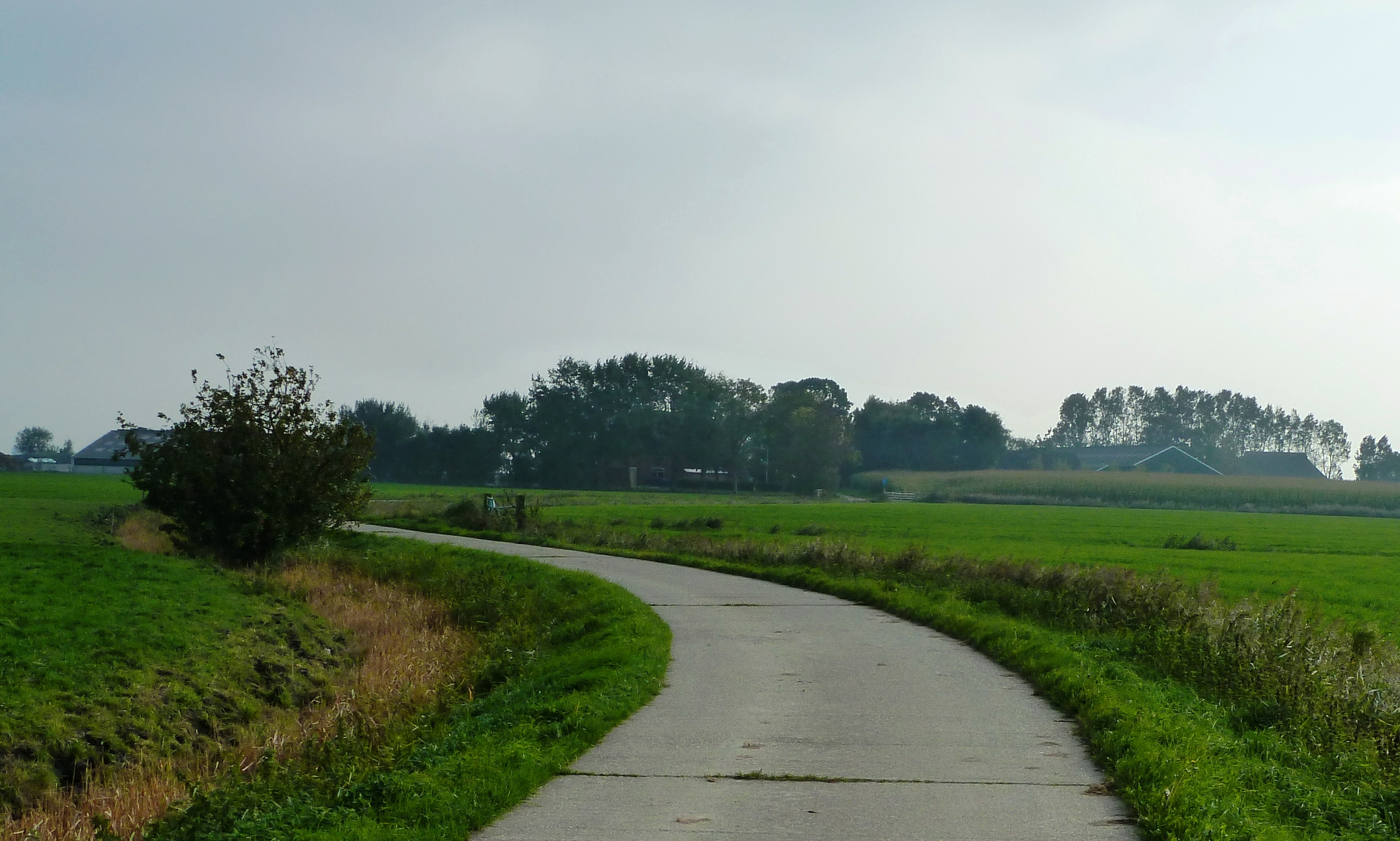
Gezicht op de wierde vanaf de toegangsweg
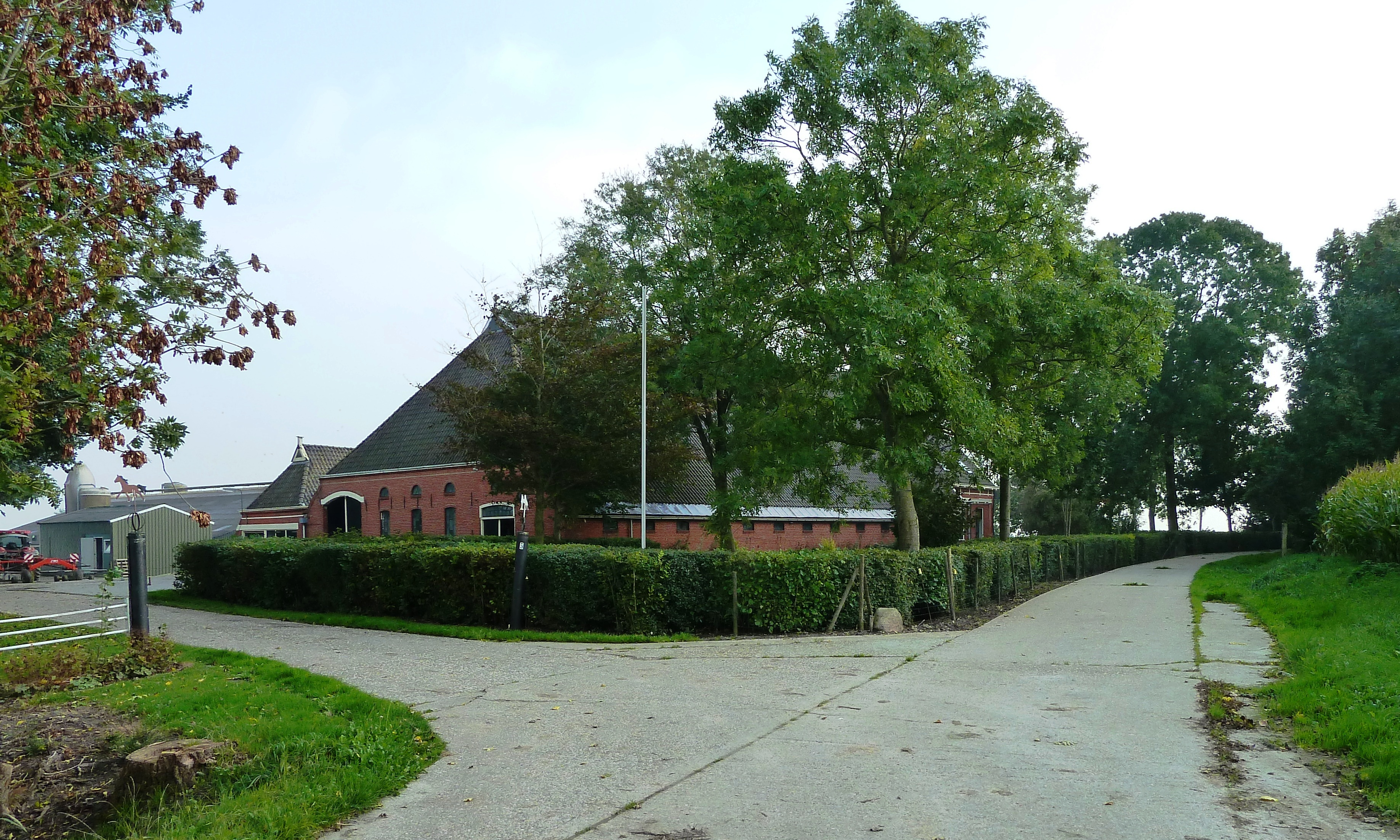
Achterzijde van de linker boerderij (Noorder Poppemaheerd) uit 1924